# Baarle

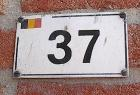
Belgiskt husnummer.

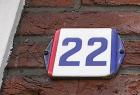
Nederländskt husnummer.

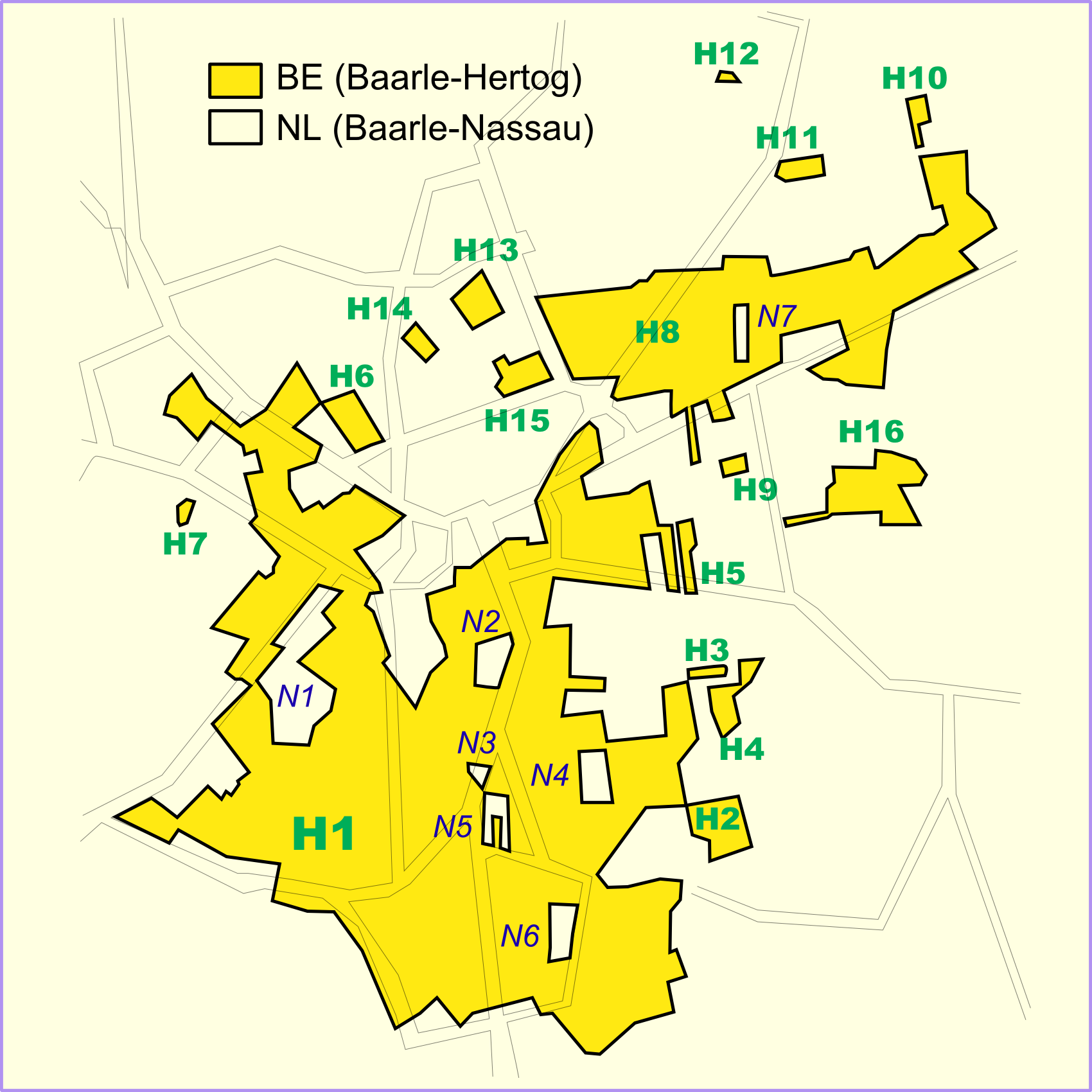
Karta över Baarle med merparten av enklaverna och exklaverna.

Baarle är en liten stad norr om gränsen mellan Nederländerna och Belgien, bestående av 22 belgiska enklaver, i vilka även finns 7 nederländska exklaver. Staden är delad mellan kommunerna Baarle-Hertog (Belgien) och Baarle-Nassau (Nederländerna). Dessutom finns en nederländsk enklav omedelbart söder om gränsen mellan Nederländerna och Belgien som tillhör Baarle-Nassau. Den komplicerade gränsdragningen har medfört att många hus har uppförts så att de ligger i båda länderna. Särskilda regler finns därför för att bestämma var invånarna i ett sådant hus ska anses vara bosatta eller i vilket land ett företag bedriver sin verksamhet. Huvudregeln är att det land där husets huvudingång är placerad, bestämmer var husets invånare är bosatta eller var husets affärsverksamhet bedrivs. Om huvudingången ligger mitt på gränsen mellan de två länderna, bestämmer husets invånare själva var de bor.
Baarle-Nassaus folkmängd är 6 655 invånare (1 juni 2005) och ytan 76,36 km² (varav 0,02 km² vatten). Baarle-Hertogs folkmängd är 2 276 invånare (1 januari 2005) på en yta av 7,48 km².

## Infrastruktur
Elektricitet och kabel-TV levereras i samhället av belgiska Telenet/Electrabel, utanför samhället är det ett nederländskt företag som sköter leveransen. Telenet sänder både nederländsk och flamländsk kommersiell TV, trots att det är förbjudet enligt nederländsk lagstiftning. På många gator sker sophämtning två gånger i veckan och post delas ut två gånger om dagen (en gång av den belgiska och en gång av den nederländska brevbäraren). Telefonnätet är till stora delar dubbelt, både belgiska Belgacom och nederländska KPN Telecom har nät, och en specialkoppling gör det möjligt att ringa till lokaltaxa. Baarle täcks av GSM-näten i båda länderna. Beroende på skillnader mellan nederländsk och belgisk lagstiftning ligger den erotiska videoaffären i Baarle-Nassau och fyrverkeriaffären finns i Baarle-Hertog.

## Polis
Polisen i Baarle-Nassau och i Baarle-Hertog finns i en gemensam polisstation som geografiskt ligger i Baarle-Hertog. Det är mycket ovanligt men inte unikt i Nederländerna. I gränsorten Dinxperlo finns den nederländska polisen tillsammans med polisen från tyska Suderwick i en gemensam byggnad.

## Historia
Ursprunget till den komplicerade uppdelningen av Baarle mellan Nederländerna och Belgien ligger långt tillbaka i tiden. På 1200-talet gav hertigen av Brabant några av gårdarna i kommunen som förläning till Breda. Hertigen ville naturligtvis behålla de bästa markerna själv, och därför blev Baarle uppstyckat i så många små områden. År 1403 fick greven av Nassau också titeln baron av Breda. Hertigen av Brabants besittningar heter sedan dess Baarle-Hertog, och Baarle-Nassau tillhörde baronen av Breda. Vid freden i Münster blev det överenskommet att den spanska kungen skulle få Baarle-Hertog, medan Baarle-Nassau skulle tillfalla de Förenade Nederländerna. Sedan dess är situationen i stort sett oförändrad.